# Dužničko ropstvo
Dužničko ropstvo oblik je ropstva, pri kojem dužnik radi besplatno, nekada i prisilno za onoga komu duguje, kako bi otplatio dug ponekad i na neodređeno vrijeme. Ovaj fenomen najviše je prisutan u Južnoj Aziji.
Pojava dužničkog ropstva bila je vrlo često u antičkoj Grčkoj. Solon je zabranio uzimanje kredita, kako bi se se prestalo s dužničkim ropstvom. Feudalni sustav imao je elemente dužničkog ropstva, kada su kmetovi besplatno radili, da otplate dugove. U slučaju američkih kolonija, dio doseljenika besplatno je putovao brodovima do Amerike, a kasnije su besplatno radili da otplate trošak prijevoza. Često su radili i godinama duže, nego što su trebali. U Peruu je postojao oblik dužničkog ropstva od 16. stoljeća do zemljišne reforme 1950. godine. Najamni radnici bili su prisiljeni raditi za simboličnih 2 centa godišnje. Poboljšanje obrazovanja, izgradnja cesta i povećanje životnog standarda u Indiji rezultirali su brzim padom dužničkog rada.
Postoji i oblik dužničkog ropstva, kada dužnik dodjeljuje neku od svojih bližnjih osoba, da besplatno radi kako bi se otplatio dug.
Ujedinjeni narodi definirali su dužničko ropstvo, kao moderan oblik ropstva te ga zabranili međunarodnim pravom. Time se posebno bavi članak 1 (a) Ujedinjenih naroda iz 1956. u Dodatnoj konvenciji o ukidanju ropstva.
Istraživač Siddharth Kara izračunao je da je u svijetu 18,1 milijuna ljudi (na kraju 2006.) bilo u nekom obliku dužničkog ropstva.

## Vanjske poveznice
- Stranica Anti-Slavery International